# ГАЕС Окукійоцу I, II
ГАЕС Окукійоцу I, II (яп. 奥清津発電所, Окукійоцу хацуденшьо, Гепберн: Okukiyotsu hatsudensho) — гідроакумулювальна електростанція в Японії на острові Хонсю.
Нижній резервуар створили на річці Кійоцу, правій притоці Сінано (впадає до Японського моря у місті Ніїґата). Для цього звели кам'яно-накидну греблю висотою 87 метрів та довжиною 280 метрів, яка потребувала 2,4 млн м3 матеріалу. Вона утримує водосховище з площею поверхні 0,77 км2, об'ємом 18,3 млн м3 (корисний об'єм 11,4 млн м3) та припустимим коливанням рівня між позначками 804 та 825 метрів НРМ.
Верхній резервуар створили на правобережжі річки Кацуса, лівої притоки Кійоцу. Його утримує кам'яно-накидна гребля висотою 90 метрів та довжиною 487 метрів, яка потребувала 4,5 млн м3 матеріалу. Її сховище має площу поверхні 0,69 км2 та об'єм 13,5 млн м3 (корисний об'єм 11,4 млн м3) при припустимому коливанні рівня між позначками 1278 та 1306 метрів НРМ.
Першу чергу станції ввели в експлуатацію в 1978—1982 роках. Ресурс для неї подається із верхнього резервуару за допомогою тунелю довжиною 0,83 км з діаметром 5,2 метра, який переходить у два напірні водоводи довжиною 1,18 км та 1,15 км, кожен з яких у підсумку розгалужується на два з діаметром 2,6 метра. З'єднання із нижнім резервуаром забезпечується за допомогою двох тунельних трас довжиною 0,37 км та 0,46 км, кожна з яких починається із  двох водоводів діаметром по 4,3 метра, що переходять в один тунель діаметром 5,2 метра. Основне обладнання першої черги становлять чотири оборотні турбіни типу Френсіс потужністю по 260 МВт у генераторному та 280 МВт в насосному режимах (ноімнальна потужність черги рахується як 1000 МВт), які використовують напір у 470 метрів та забезпечують підйом на 502 метри.
Друга черга стала до ладу в 1996 році. Ресурс для неї подається із верхнього резервуару за допомогою тунелю довжиною 0,7 км з діаметром 5,7 метра, який переходить у напірний водовід довжиною 1,3 км, котрий у підсумку розгалужується на два з діаметром по 2,2 метра. З'єднання із нижнім резервуаром забезпечується за допомогою тунельної траси довжиною 0,9 км, котра починається із  двох водоводів діаметром по 4,1 метра, що переходять в один тунель діаметром 5,7 метра. В системі також працює вирівнювальний резервуар висотою 72 метра з діаметром 13 метрів. Основне обладнання другої черги становлять дві оборотні турбіни типу Френсіс — одна потужністю у генераторному режимі 308 МВт та інша з потужністю у 310 МВт (для насосного режиму ці показники становлять відповідно 320 МВт та 340 МВт). Вони використовують такий саме напір, як і перша черга.